# Balhae Hill
Balhae Hill är en kulle i Antarktis. Den ligger i Sydshetlandsöarna. Argentina, Chile och Storbritannien gör anspråk på området. Toppen på Balhae Hill är 11 meter över havet.
Terrängen runt Balhae Hill är kuperad åt nordost, men åt sydväst är den platt. Havet är nära Balhae Hill åt sydväst. Trakten är glest befolkad. Närmaste befolkade plats är Escudero Station, 11,7 kilometer väster om Balhae Hill. 